# Acestridium dichromum
Acestridium dichromum es una especie de peces de la familia Loricariidae en el orden de los Siluriformes.

## Morfología
• Los machos pueden llegar alcanzar los 6,3 cm de longitud total.

## Distribución geográfica
Se encuentran en Sudamérica:  cuencas de los ríos Orinoco y  Negro.